# Kiskút Open 2024
Il Kiskút Open 2024 è stato un torneo maschile di tennis professionistico. È stata la 2ª edizione del torneo, facente parte della categoria Challenger 75 nell'ambito dell'ATP Challenger Tour 2024, con un montepremi di 73 000 €. Si è giocato dall'11 al 17 marzo 2024 sui campi in terra rossa indoor del Kiskút Tenisz Klub di Székesfehérvár, in Ungheria.

## Partecipanti

### Teste di serie
| Nazionalità | Giocatore         | Ranking* | Testa di serie |
| ----------- | ----------------- | -------- | -------------- |
| Austria     | Dominic Thiem     | 91       | 1              |
| Ungheria    | Zsombor Piros     | 106      | 2              |
| Francia     | Richard Gasquet   | 118      | 3              |
| Spagna      | Pablo Llamas Ruiz | 153      | 4              |
| Italia      | Andrea Pellegrino | 157      | 5              |
| Austria     | Filip Misolic     | 164      | 6              |
| Francia     | Titouan Droguet   | 167      | 7              |
| Francia     | Matteo Martineau  | 190      | 8              |

* Ranking al 4 marzo 2024.

### Altri partecipanti
I seguenti giocatori hanno ricevuto una wild card per il tabellone principale:
- Attila Boros
- Péter Fajta
- Mátyás Füle

I seguenti giocatori sono passati dalle qualificazioni:
- Daniel Michalski
- Samuel Vincent Ruggeri
- Cezar Crețu
- Pol Martín Tiffon
- Gerald Melzer
- Tseng Chun-hsin

## Punti e montepremi
| Torneo    | Torneo              | V     | F     | SF    | QF    | 2T    | 1T  | Q | Q2  | Q1  |
| Singolare | Punti               | 75    | 44    | 22    | 12    | 6     | 0   | 4 | 2   | 0   |
| Singolare | Premi in denaro (€) | 9,880 | 5,820 | 3,450 | 2,000 | 1,165 | 720 | – | 360 | 185 |
| Doppio    | Punti               | 75    | 44    | 22    | 12    | –     | 0   | – | –   | –   |
| Doppio    | Premi in denaro (€) | 4,250 | 2,450 | 1,480 | 880   | –     | 500 | – | –   | –   |

## Campioni

### Singolare
Tseng Chun-hsin ha sconfitto in finale  Titouan Droguet con il punteggio di 4–1 rit.

### Doppio
Titouan Droguet /  Matteo Martineau hanno sconfitto in finale  André Göransson /  Denys Molčanov con il punteggio di 4–6, 7–5, [10–8].